# 中馬清福

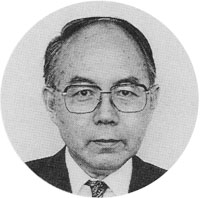
人事院総裁賞選考委員会委員として、人事院が公表した肖像写真

中馬 清福（ちゅうま きよふく、1935年8月22日 - 2014年11月1日）は、ジャーナリスト。
鹿児島市生まれ。1960年旧・東京都立大学卒業、朝日新聞社入社。秋田・横浜支局を経て63年政治部員、1978年同部次長、1982年調査研究所主任、1984年編集委員、1986年論説委員、1990年大阪本社論説副主幹、1991年東京本社論説副主幹、1992年論説主幹代理、1994年論説主幹、1995年取締役、1996年常務大阪本社代表、1998年専務、2000年西部本社代表兼務、代表取締役専務・編集担当など。2001年退任。1983-84年マサチューセッツ工科大学・国際問題研究所客員研究員。朝日新聞社顧問、同アジア・ネットワーク会長。2005年2月信濃毎日新聞社主筆、2014年4月同社論説顧問。

## 著書
- 『再軍備の政治学』知識社 1985
- 『軍事費を読む』岩波ブックレット 1986
- 『’85年軍事危機説の幻』朝日新聞社 1986
- 『密約外交』文春新書 2002
- 『新聞は生き残れるか』岩波新書 2003
- 『考 混迷の時代と新聞』信濃毎日新聞社 2007
- 『考 2　危機の政治と新聞』信濃毎日新聞社 2009
- 『日本の基本問題を考えてみよう』岩波ジュニア新書 2009
- 『考 3　転機を迫られる世界と新聞』信濃毎日新聞社 2011
- 『考 4　未来への選択と新聞』信濃毎日新聞社 2014

### 共著
- 『「排日移民法」と闘った外交官 1920年代日本外交と駐米全権大使・埴原正直』チャオ埴原三鈴共著 藤原書店 2011

### 翻訳
- ユージン・B.スコルニコフ『国際政治と科学技術』薬師寺泰蔵共監訳 NTT出版 1995

## 注
1. ↑  “中馬清福さん死去　前信濃毎日新聞社主筆”. 朝日新聞Digital (朝日新聞社). (2014年11月4日).  オリジナルの2014年11月6日時点におけるアーカイブ。 2014年1月7日閲覧。
2. ↑  “中馬清福氏が死去　元信濃毎日新聞社主筆、元朝日新聞社専務”.   日本経済新聞 (2014年11月4日). 2021年2月3日閲覧。
3. ↑  『現代日本人名録』2002年